# Премия имени И. Е. Тамма
Премия имени И. Е. Тамма — премия, присуждаемая с 1995 года Российской академией наук за выдающиеся работы по теоретической физике и физике элементарных частиц, теории поля.
Носит имя академика, лауреата Нобелевской премии по физике Игоря Евгеньевича Тамма.

## Лауреаты премии
- 1980 — Фрадкин, Ефим Самойлович — за цикл работ «Функциональные методы в квантовой теории поля и статистике»
- 1983 — Никишов, Анатолий Ильич — за цикл работ «Квантовая электродинамика явлений в интенсивном поле»
- 1983 — Ритус, Владимир Иванович — за цикл работ «Квантовая электродинамика явлений в интенсивном поле»
- 1987 — Огиевецкий, Виктор Исаакович — за цикл работ «О симметрии взаимодействующих полей»
- 1989 — Лихтман, Евгений Пинхасович — за цикл работ по суперсимметрии «Расширение алгебры генераторов группы Пуанкаре»
- 1989 — Гольфанд, Юрий Абрамович — за цикл работ по суперсимметрии «Расширение алгебры генераторов группы Пуанкаре»
- 1992 — Петвиашвили, Владимир Иосифович — за серию работ «Турбулентность и токовихревые структуры в плазме»
- 1995 — Вилковыский, Григорий Александрович — за цикл работ «Общая теория квантования калибровочных систем»
- 1995 — Баталин, Игорь Анатольевич — за цикл работ «Общая теория квантования калибровочных систем»
- 1998 — Киржниц, Давид Абрамович — за цикл работ «Усовершенствование метода Томаса-Ферми с приложениями к атомной физике высоких концентраций энергии»
- 1998 — Шпатаковская, Галина Васильевна — за цикл работ «Усовершенствование метода Томаса-Ферми с приложениями к атомной физике высоких концентраций энергии»
- 2001 — Тютин, Игорь Викторович — за цикл работ «Вопросы формулировки, анализа структуры и перенормировки калибровочных теорий общего вида»
- 2001 — Воронов, Борис Леонидович — за цикл работ «Вопросы формулировки, анализа структуры и перенормировки калибровочных теорий общего вида»
- 2004 — Дрёмин, Игорь Михайлович — за цикл работ «Мультифрактальность и корреляции в множественном рождении цастиц в квантовой хромодинамике»
- 2007 — Иоффе, Борис Лазаревич — за серию работ «Барионы в квантовой хромодинамике»